# Benjamin Acquah
Benjamin Acquah, född 29 december 2000 i Amasaman, är en ghanansk fotbollsspelare som spelar för Helsingborgs IF.

## Karriär
Acquah började spela fotboll i Red Bull Ghana. Acquah gick därefter till Ebusua Dwarfs och debuterade i Ghana Premier League den 11 mars 2020 i en match mot King Faisal Babes, där han blev inbytt i den 40:e minuten.
I mars 2021 lånades Acquah ut till Helsingborgs IF, men avtalet genomfördes av byråkratiska skäl inte förrän i juni. Acquah debuterade i Superettan den 11 juli 2021 i en 1–0-vinst över Akropolis IF, där han blev inbytt i den 69:e minuten mot Viktor Lundberg och i slutet av matchen åter blev utbytt efter en skada. Den 14 september 2021 gjorde Acquah sitt första mål i en 1–1-match mot Trelleborgs FF, där han gjorde sitt mål endast tre minuter efter att ha blivit inbytt. Acquah spelade under säsongen 2021 totalt 19 ligamatcher och gjorde ett mål, en cupmatch samt en kvalmatch då HIF blev uppflyttade till Allsvenskan.
I december 2021 meddelade Helsingborgs IF att de utnyttjade en köpoption i låneavtal och att Acquah skrivit på ett fyraårskontrakt med klubben. I den allsvenskan premiären mot Hammarby IF den 2 april 2022 gjorde han sin allsvenska debut med ett inhopp i den 78:e minuten mot Armin Gigovic.